# Túmulo de Philippe Pot
O túmulo de Philippe Pot é um monumento funerário no Louvre, em Paris. Foi encomendado pelo líder militar e diplomata Philippe Pot por volta do ano de 1480 para ser usado em seu sepultamento na capela de Saint-Jean-Baptiste na Abadia de Cîteaux, Dijon, França. Sua efígie o mostra reclinado sobre uma laje, com as mãos levantadas em oração, vestindo uma armadura e uma túnica heráldica. Os oito plaurants (pleurants) estão vestidos com capuzes pretos e agem como carregadores do caixão, levando-o em direção ao túmulo. Pot encomendou o túmulo quando tinha cerca de 52 anos, 13 anos antes de morrer em 1493. As inscrições detalhadas nas laterais da laje enfatizam suas realizações e posição social.
Pot era afilhado de Filipe, o Bom, e se tornou um cavaleiro do Tosão de Ouro. Ele serviu sob dois dos últimos duques Valois da Borgonha, Filipe, o Bom, e Carlos, o Temerário. Após a derrota deste último por René II, Duque de Lorena, na Batalha de Nancy em 1477, Pot mudou de aliança para o rei francês, Luís XI, que o nomeou grande senescal da Borgonha. Após a morte do rei em 1483, Pot serviu sob o comando do filho de Luís, Carlos VIII.
As figuras individuais são feitas de calcário, decoradas com tinta, ouro e chumbo. O monumento foi encomendado em 1480, mas seus designers ou artesãos não são mencionados. Os historiadores da arte geralmente citam Antoine Le Moiturier como o designer mais provável dos pleurants, com base em evidências circunstanciais, incluindo semelhanças com outras de suas obras conhecidas. O monumento foi tomado durante a Revolução Francesa e, depois de mudar de mãos várias vezes, foi colocado em um jardim privado em Dijon no século XIX. Desde 1899, está na coleção do Museu do Louvre e em exposição permanente. A peça passou por uma grande restauração entre 2016 e 2018.

## Vida e morte de Philippe Pot

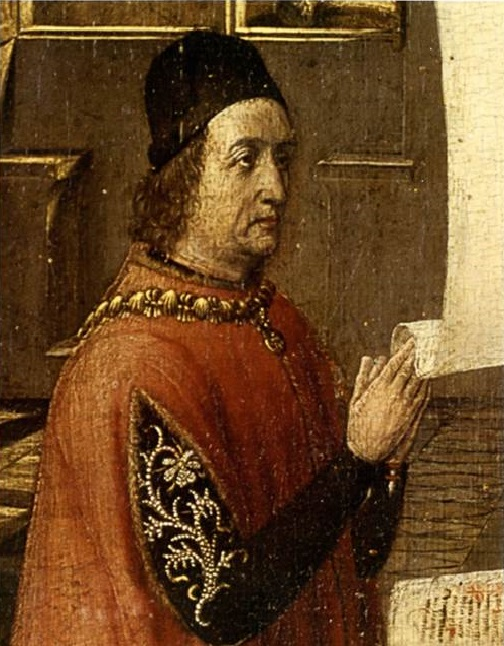
Retrato de doador não atribuído que se acredita ser de Philippe Pot, Igreja de Notre-Dame de Dijon

Philippe Pot nasceu em 1428 no Château de la Rochepot, nos arredores de Dijon, na atual França. A região era então parte do Ducado da Borgonha e seu pai, Jacques, era conselheiro e alto funcionário do Duque Filipe, o Bom. Pot foi criado e educado na corte da Borgonha. Ele era um estudioso e bibliófilo. Serviu durante os anos politicamente tensos dos dois últimos duques Valois da Borgonha, Filipe, o Bom (r. 1419–1467) e Carlos, o Temerário (r. 1467–1477). Durante este período, ele ascendeu ao posto de cavaleiro do Tosão de Ouro e seigneur, ou senhor, de La Rochepot (sua casa ancestral) e Thorey-sur-Ouche na Borgonha. Ele foi fundamental na organização do noivado de Carlos com Catarina da França e de seu segundo casamento, com Isabel de Bourbon.
Logo após a derrota e morte de Carlos, em janeiro de 1477, na Batalha de Nancy, a Borgonha ficou sob controle francês, e Pot aparentemente mudou de aliança com Luís XI, rei da França (r. 1461–1483). Desconfiados de sua associação com Luís, Carlos e a filha de Isabel, Maria da Borgonha, o expulsaram de seu reino e da corte em Lille em junho de 1477. Em desgraça, ele fugiu para a então cidade francesa de Tournai e foi removido da Ordem do Tosão de Ouro em 1481.
Ele viajou em agosto de 1477 em nome de Luís para Lens, no norte da França, para negociar uma trégua com Maria e seu marido e co-governante, Maximiliano da Áustria. O cessar-fogo foi assinado em 8 de setembro, e Luís acabou nomeando-o grande senescal da Borgonha. Após a morte do rei em 1483, Pot serviu sob o comando do filho de Luís, Carlos VIII (r. 1483–1498). Pot morreu em Dijon em 20 de setembro de 1493, com cerca de 65 anos, tendo já feito planos detalhados para seu local de sepultamento, monumento funerário e epitáfio.

## Comissão
Os planos para o túmulo de Pot aparecem pela primeira vez nos registros históricos em 28 de agosto de 1480, quando Pot pagou ao abade da Abadia de Cister, Jean de Cirey, mil livres tournois por um local de sepultamento na capela de Saint-Jean-Baptiste da abadia. Embora as datas da sua construção sejam desconhecidas, presume-se geralmente que tenha ocorrido entre 1480 e 1483, uma vez que as inscrições mencionam acontecimentos posteriores à morte de Carlos, o Temerário, em janeiro de 1477, e mencionam Luís XI como rei. O lema de Pot "Tant L. vaut, était " (Tanto ele valia) foi pintado em vários locais dentro da capela. O chão da capela Jean-Baptiste é ladeado por fileiras de túmulos medievais, embora poucos estejam marcados. O túmulo de Pot foi colocado no canto do braço sul do transepto da capela. Ele foi enterrado abaixo do seu monumento, localizado à esquerda do altar.

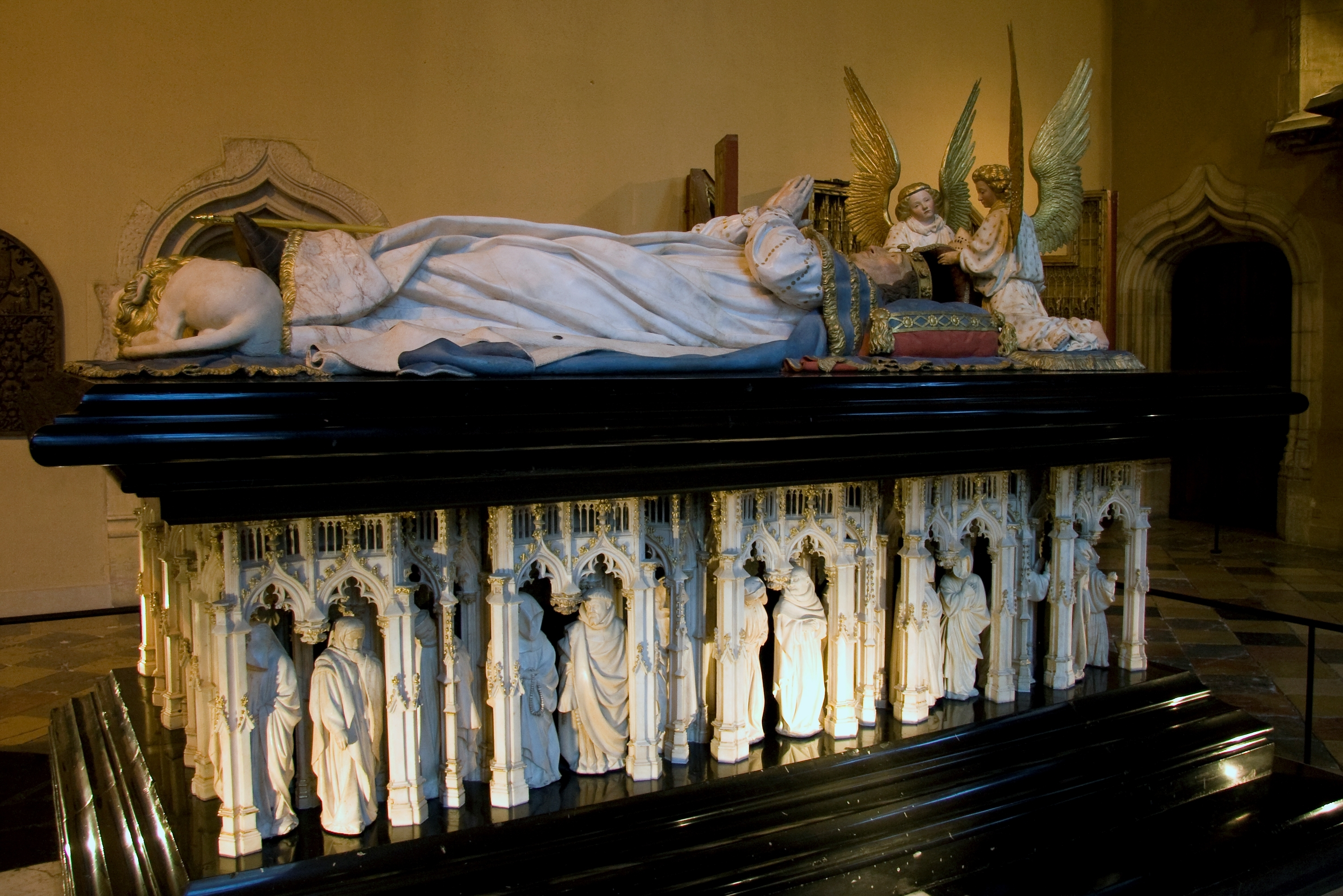
Túmulo de Filipe, o Temerário, construído entre 1381 e 1410

O monumento de Pot foi um dos últimos túmulos de estilo borgonheso, cujas características incluem os falecidos com rostos naturalizados, olhos abertos e anjos acima de suas cabeças. A representação dos plaurants (pleurants) é seu motivo definidor. O estilo começou com o túmulo de Filipe, o Temerário (m. 1404), construído pelos escultores Jean de Marville (m. 1389) e Claus Sluter (m. 1405/6) a partir de 1381, para o Mosteiro de Champmol, nos arredores de Dijon. Descrito pelo historiador de arte Frits Scholten como "um dos túmulos mais magníficos do final da Idade Média", sua inovação foi transformar os plaurants das figuras estáticas e sem emoção anteriores em, de acordo com o historiador de arte John Moffitt, choros individualizados que "tropeçam para a frente em angústia mútua enquanto rezam perpetuamente pela alma do falecido duque". Este tratamento foi frequentemente copiado e desenvolvido ao longo do século seguinte. Na época da comissão de Pot, as figuras haviam se tornado muito maiores – as de Sluter têm uma altura média de 40 cm – e eram autônomas, em vez de estarem fixadas ao monumento.
Pot encomendou seu túmulo cerca de 13 anos antes de morrer, com a data de sua morte deixada em branco durante a construção; o atual foi provavelmente adicionado no século XIX. As extensas inscrições no túmulo indicam que ele desejava deixar um registro de sua importância e prosperidade, além de explicar sua mudança de lealdade a Luís XI. Ele provavelmente primeiro contratou um pintor para concordar com um projeto geral e depois contratou pedreiros, escultores e artesãos para construir o túmulo.

## Descrição

### Efígie

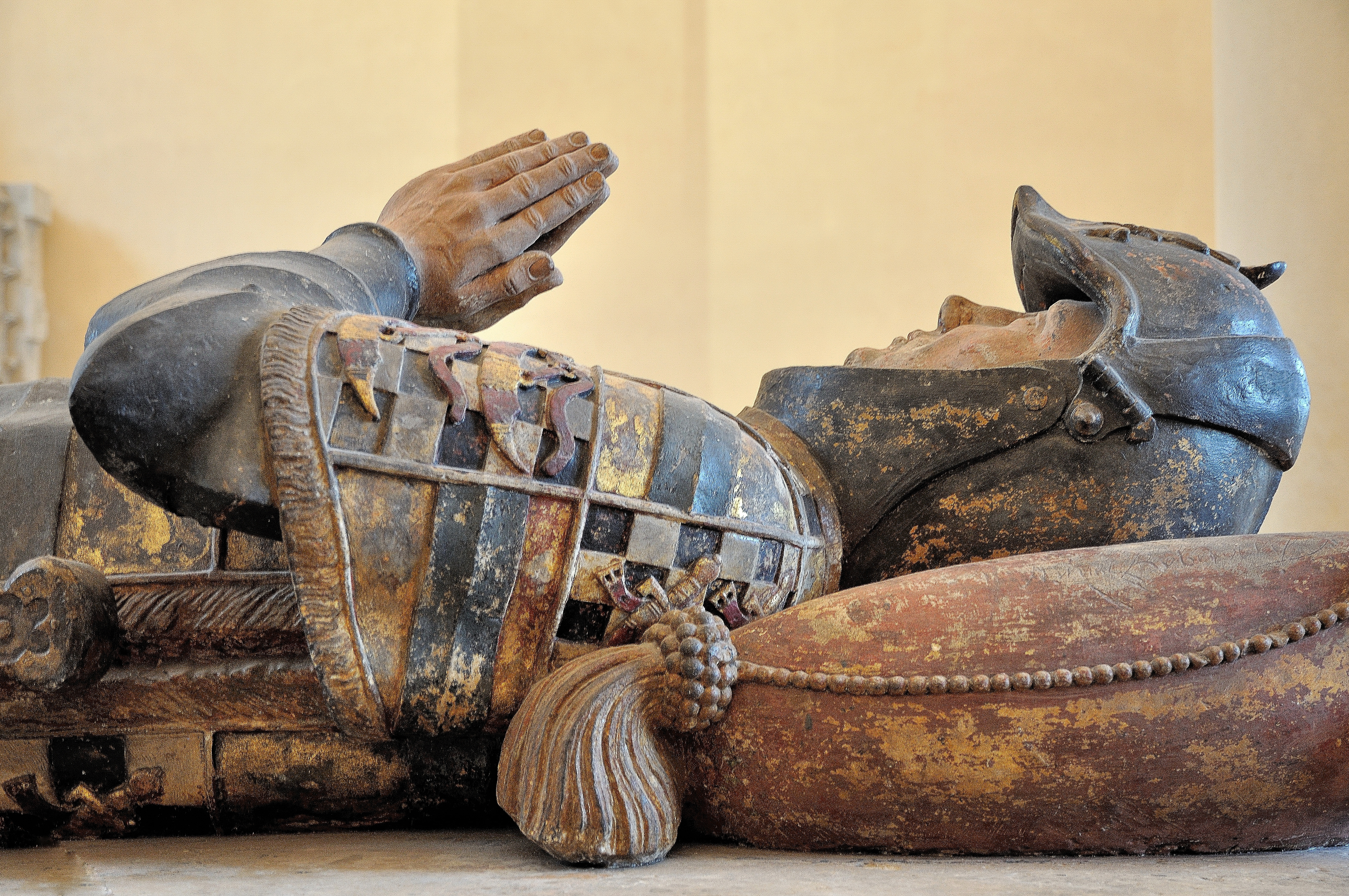
Detalhe da efígie de Pot com crista, capacete e almofada

O monumento é feito de calcário. A efígie de Pot é esculpida em formato redondo para que possa ser vista de todos os lados. Sua pele é pintada de vermelho e branco chumbo. Seu corpo repousa sobre uma laje e sua cabeça está aninhada em uma almofada de pedra. Ele está vestido com uma túnica, armadura de prata decorada com uma couraça dourada e um capacete de cavaleiro. Os olhos de Pot estão abertos e suas mãos estão entrelaçadas em prece. Uma espada repousa ao seu lado e seus pés repousam sobre um animal marrom de espécie incerta; como resultado da restauração antipática do animal e dos pés antes da era da fotografia, os historiadores da arte discordam se o animal é um leão ou um cachorro, e há interpretações conflitantes quanto à sua iconografia. A maioria vê-o como um cão – um símbolo tradicional de fidelidade na arte tumular da Borgonha.
Os brasões do seu escudo e dos plaurants são pintados em várias cores, incluindo dourado, branco, vermelho, azul e preto. Eles representam as insígnias de suas famílias ancestrais de Pot, Courtiamble, Anguissola, Blaisy, Guénant, Nesles e Montagu. A efígie não contém os anjos frequentemente encontrados em túmulos contemporâneos do norte da Europa, guiando os falecidos para a vida após a morte.

### Pleurants

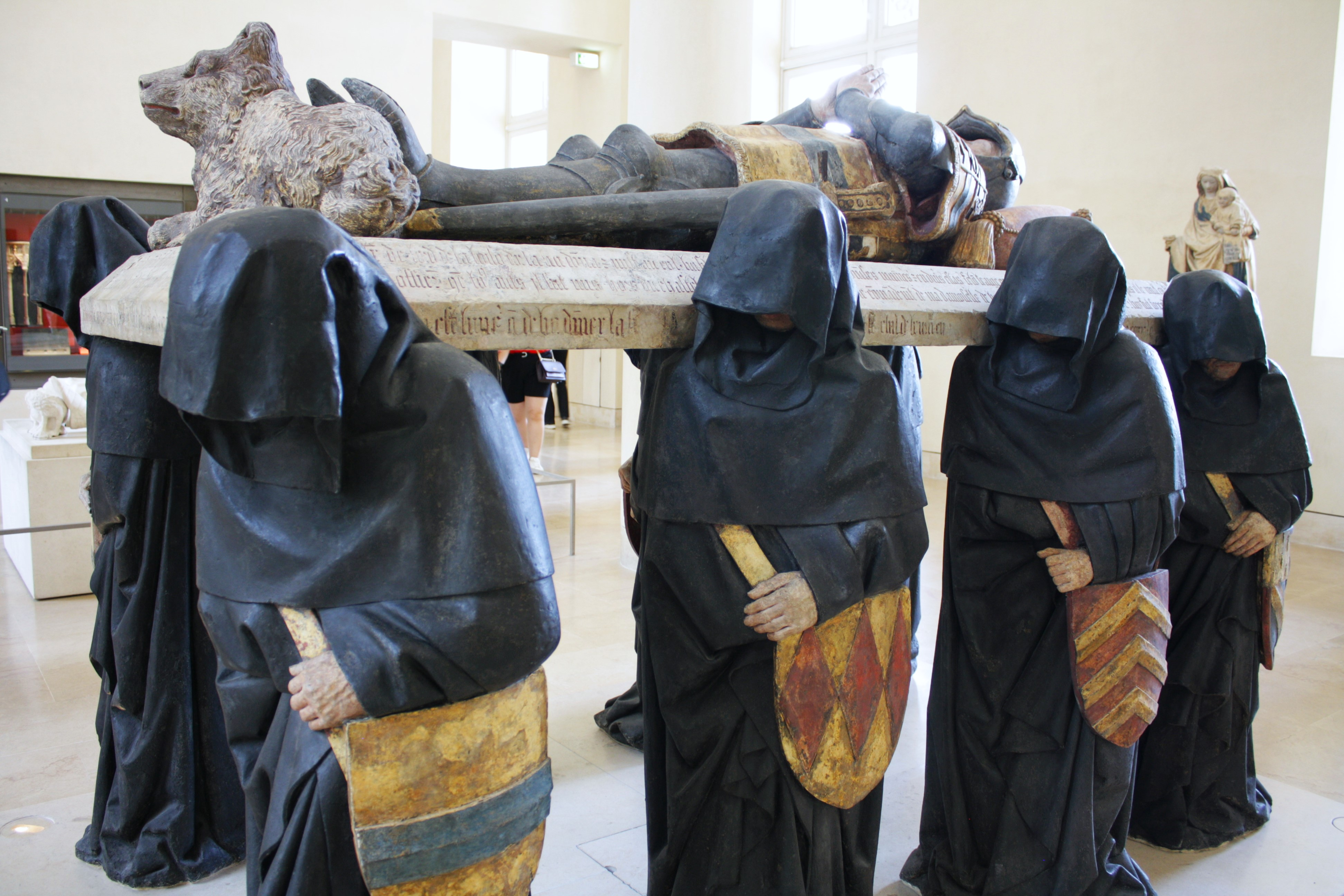
Plaurants do lado direito

Os oito plaurants que carregavam a laje de Pot foram esculpidos em calcário que foi então policromado em quatro tons de tinta preta (variando do carvão ao preto puro) para suas vestes e capuzes. Suas formas rígidas e poses austeras dão a impressão do movimento lento de um cortejo fúnebre. Eles variam em altura de 134 a 144 centímetros, ligeiramente menor que o tamanho natural, permitindo que a figura reclinada se alinhe com a linha de visão do observador. O peso total da laje de pedra é suportado por uma ponta estreita no ombro de cada figura, um feito descrito pela historiadora de arte francesa Sophie Jugie como "magistral ... na sua audácia técnica".
Os plaurants usam mantos pretos longos e capuzes na altura dos ombros que cobrem principalmente seus rostos. Os capuzes os identificam como leigos que participavam de um rito funerário cerimonial frequentemente realizado na região do século XIII ao século XVI. Embora os pleurants com capuzes pretos não fossem comuns na escultura ou pintura contemporânea, eles podem ser encontrados em obras como a miniatura do "Ofício de Defuntos" de meados do século XV do manuscrito iluminado de Jean Fouquet, "Horas de Étienne Chevalier". Cada um ostenta um escudo heráldico pintado e dourado que se refere a membros específicos da linhagem de Pot, indicando que o monumento é do tipo "túmulo de parentesco". Os quatro escudos à esquerda representam os brasões de Guilherme III Pot (m. 1390) e Raguenonde Guénant, a família Cortiambles, a família Anguissola e a família de Blaisy. Os da esquerda representam os de Montagus e de Nesles, e duas famílias não identificadas.
Embora os seus rostos estejam maioritariamente cobertos e, portanto, não apresentem características individualizadas, os pleurants apresentam diferentes poses, escudos heráldicos e cortinas dobradas. As roupas contêm dobras profundas e angulares e parecem influenciadas pelas obras de pintores holandeses antigos de meados do século XV, como Rogier van der Weyden (m. 1464). Outras influências potenciais incluem o relevo de quatro monges com cabeças cobertas em um lado curto do túmulo de Pierre de Bauffremont (m. 1472), encomendado em 1453 para seu enterro planejado em Dijon, e um túmulo quase contemporâneo em Semur-en-Auxois que provavelmente era conhecido por Philippe.
 

### Inscrições
As extensas inscrições esculpidas nas bordas da laje estão em escrita gótica. Elas são escritas em três fileiras, cada uma começando no lado direito da cabeça da efígie e terminando atrás da cabeça, no lado oposto. O texto descreve sua carreira com Filipe, o Bom, e Carlos, o Temerário, bem como suas razões para mudar de lado para servir sob Luís XI e Carlos VIII após a derrota dos borgonheses em Nancy em 1477. A maior parte do texto foi escrita antes da morte de Pot. O ano da sua morte é erroneamente registado como i'an mil ccccxci[v] ("no ano 149[4]").

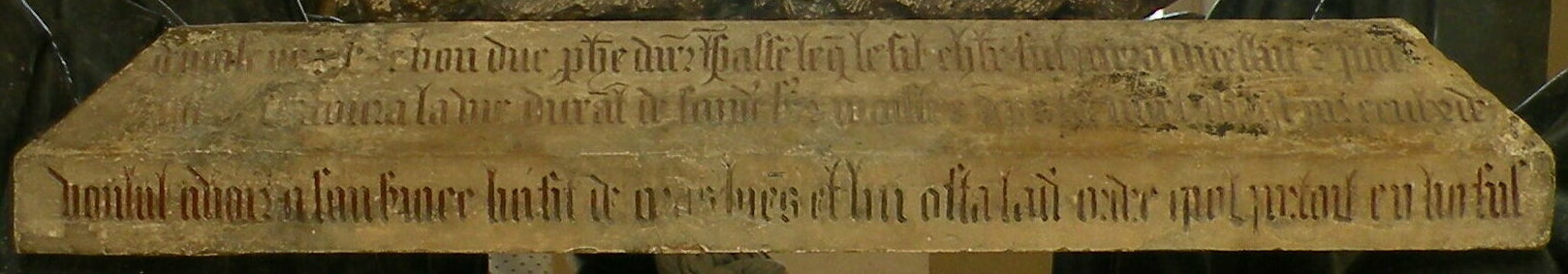
Inscrições em um lado da laje

## Atribuição
Os historiadores da arte não identificaram os artistas ou artesãos responsáveis pelo projeto e construção do túmulo. Antoine Le Moiturier (m. 1495) é frequentemente sugerido como provável autor do desenho dos pleurants, dada a semelhança da representação sólida e rígida das suas roupas com os pleurants de Dijon, que são frequentemente atribuídos a ele. Guillaume Chandelier, um pintor ativo em Dijon na época, foi sugerido como envolvido, embora com poucas evidências de apoio.
Os historiadores da arte geralmente distinguem entre o desenho convencional da efígie, a forma expressiva dos pleurants e a colocação inventiva da laje em pontos estreitos acima de cada um dos seus ombros. Embora seja possível que um único artista, que era pintor e escultor, tenha supervisionado a conclusão do túmulo, a variação na qualidade da escultura indica várias mãos. O historiador de arte Robert Marcoux observa variabilidades na habilidade e acredita que partes da escultura são tão escassamente detalhadas que provavelmente foram concluídas por membros da oficina.

## Proveniência
O monumento passou por vários proprietários e locais ao longo dos séculos, e sua história complexa só foi totalmente reconstituída em meados do século XX. Foi mencionado em 1649 por Pierre Palliot, um livreiro e impressor de Dijon, quando descreveu os brasões e as inscrições. O antiquário e colecionador François Roger de Gaignières (m. 1715) fez desenhos do túmulo entre 1699 e 1700, que se perderam e são conhecidos apenas por cópias do artista Louis Boudan (fl. 1687–1709); estes não são informativos, pois contêm imprecisões. O túmulo foi nacionalizado durante os primeiros anos da Revolução Francesa, quando o estado assumiu a propriedade de todos os bens da igreja.

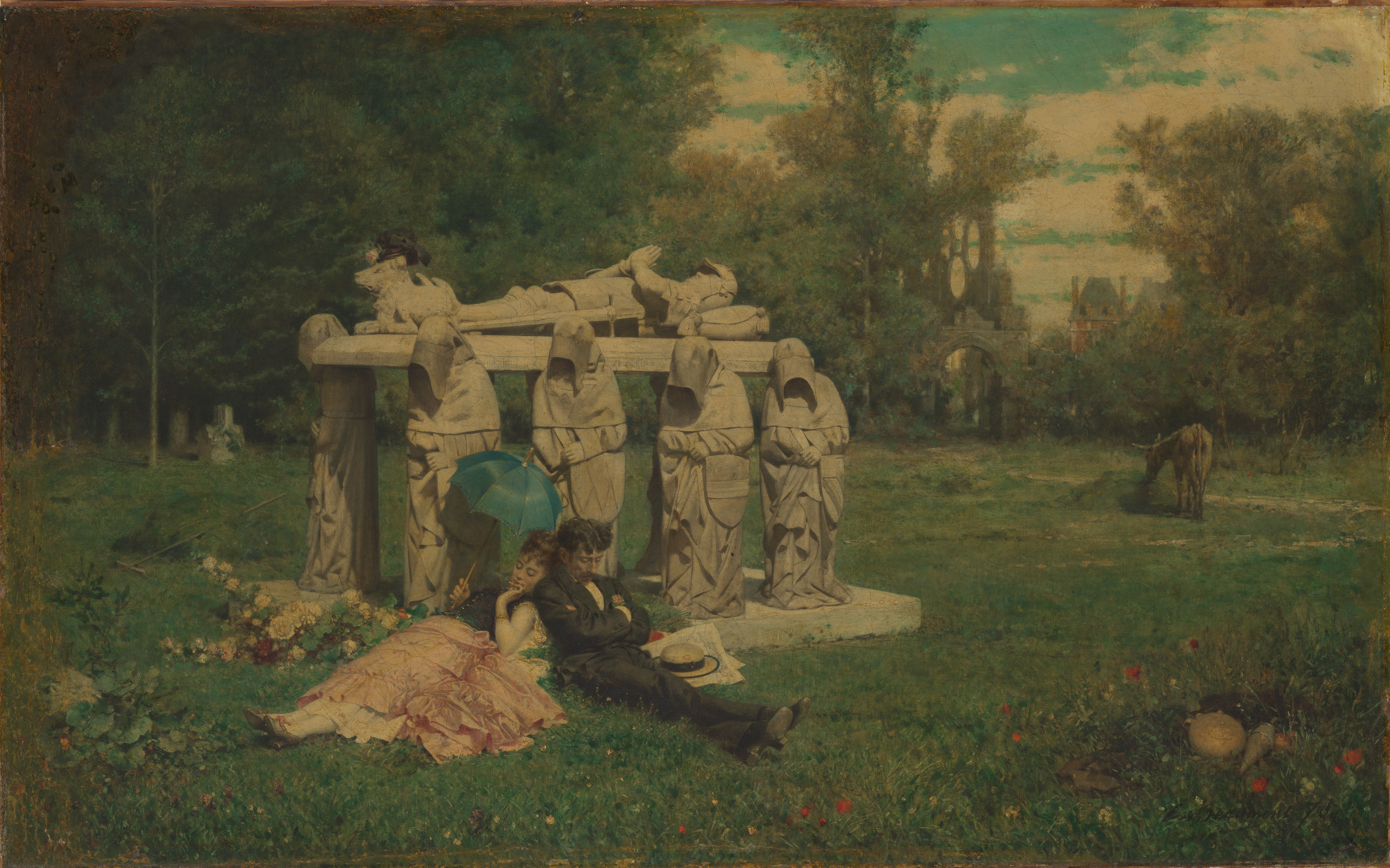
Charles Édouard de Beaumont, Au Soleil, 1875. Metropolitan Museum of Art, Nova York.

Em algum momento entre 1791 e 1793, François Devosge, um artista e diretor da Escola de Desenho de Dijon, foi contratado para transferi-lo para a abadia beneditina em Saint-Bénigne. Foi mencionado novamente em setembro de 1808, quando foi adquirido por cinquenta e três livre tournois pelo Conde Richard de Vesvrotte, após um processo judicial contra o estado francês. Ele o colocou sob as árvores no jardim de seu hôtel particulier (moradia), o Hôtel de Ruffey na 33 rue Berbisey em Dijon.
O filho de Richard, Pierre, vendeu a casa em 1850 e transferiu o túmulo para o Château de Vesvrotte em Beire-le-Châtel, Côte-d'Or, onde foi novamente colocado em um jardim ao ar livre. Foi fotografado pela primeira vez em uma série de fotolitografias encomendadas pelo filho de Pierre, Alphonse Richard de Vesvrotte. Eles foram publicados em 1863 e inspiraram o artista, antiquário e colecionador Charles Édouard de Beaumont a pintar Au soleil (ou No Túmulo de Philippe Pot ) em 1875, que mostra um casal deitado ao pé do túmulo em um prado cercado por árvores.
A família Vesvrotte tentou vender o túmulo após a morte de Richard em 1873. O estado francês tentou bloquear a venda, alegando que era agora propriedade pública, uma reivindicação que acabou por ser rejeitada em 1886 por um tribunal de Dijon que deu a propriedade total ao filho de Pierre, Armand de Vesvrotte. Foi nacionalizado pelo Estado francês em agosto, sob a alegação de que era um "objeto de importância histórica nacional".  Foi adquirido para o Louvre em 1889 pelo intermediário Charles Mannheim.

## Condição e restaurações
O túmulo foi limpo e restaurado várias vezes no século XIX, como evidenciado pela comparação com reproduções anteriores, como uma gravura que mostra os dedos de Pot muito danificados. Os primeiros desenhos mostram seus pés e o animal em condições muito precárias até c. 1816. Algumas das letras e palavras da inscrição foram restauradas antes de 1880 pelo arquivista Jean-Baptiste Peincedé.  O túmulo passou por uma grande restauração entre 2018 e 2019 em um projeto liderado por Sophie Jugie, então diretora do Departamento de Esculturas do Louvre. Estava em más condições, coberto por camadas acumuladas de sujeira marrom ao redor do brasão e tinha camadas de brilho e álcool polivinílico de limpezas anteriores. A restauração foi precedida por uma análise técnica aprofundada conduzida entre 2016 e 2017 pelo Centro de Pesquisa e Restauração de Museus da França. As camadas superficiais de alvejante, brilho e incrustação marrom dos brasões foram removidas, a pedra sem pintura foi limpa e as adições de restaurações anteriores foram removidas.

## Imitações e réplicas
O monumento teve uma influência significativa em túmulos funerários posteriores. Ela transformou o tamanho e o posicionamento convencionais dos pleurants, que antes eram, em sua maioria, figuras relativamente pequenas posicionadas em nichos. O motivo de oito pleurants carregando uma laje de efígie pode ser visto nos túmulos de Louis de Savoisy (m. 1515) e Jacques de Mâlain (m. 1527). O túmulo foi fotografado várias vezes em meados do século XIX antes de ser adquirido pelo Louvre.

Em 2010, o escultor americano Matthew Day Jackson expôs The Tomb, uma instalação de madeira e plástico que mostra astronautas carregando uma caixa de vidro contendo um esqueleto humano.